# U.S. National Championships 1959
Gli U.S. National Championships 1959 (conosciuti oggi come US Open) sono stati la 79ª edizione degli U.S. National Championships e quarta prova stagionale dello Slam per il 1959. I tornei di singolare e doppio misto si sono disputati al West Side Tennis Club nel quartiere di Forest Hills di New York, quelli di doppio maschile e femminile al Longwood Cricket Club di Chestnut Hill, negli Stati Uniti.
Il singolare maschile è stato vinto dall'australiano Neale Fraser, che si è imposto sul peruviano Alex Olmedo in quattro set col punteggio di 6–3, 5–7, 6–2, 6–4. Il singolare femminile è stato vinto dalla brasiliana Maria Bueno, che ha battuto in finale la britannica Christine Truman Janes. Nel doppio maschile si sono imposti Neale Fraser e Roy Emerson. Nel doppio femminile hanno trionfato Jeanne Arth e Darlene Hard. Nel doppio misto la vittoria è andata a Margaret Osborne duPont, in coppia con Neale Fraser.

## Seniors

### Singolare maschile
Neale Fraser ha battuto in finale  Alex Olmedo con il punteggio di 6–3, 5–7, 6–2, 6–4.

### Singolare femminile
Maria Bueno ha battuto in finale  Christine Truman Janes con il punteggio di 6–1, 6–4.

### Doppio maschile
Neale Fraser /  Roy Emerson hanno battuto in finale  Alex Olmedo /  Earl Buchholz con il punteggio di 3–6, 6–3, 5–7, 6–4, 7–5.

### Doppio femminile
Jeanne Arth /  Darlene Hard hanno battuto in finale  Althea Gibson /  Sally Moore con il punteggio di 6–2, 6–3.

### Doppio misto
Margaret Osborne duPont /  Neale Fraser hanno battuto in finale  Janet Hopps /  Bob Mark con il punteggio di 7–5, 13–15, 6–2.